# Lispe microchaeta
Lispe microchaeta är en tvåvingeart som först beskrevs av Seguy 1940.  Lispe microchaeta ingår i släktet Lispe och familjen husflugor. Inga underarter finns listade i Catalogue of Life.